# 留棟梁
留棟梁（Lau Tung Leung，1988年10月8日—），生於香港，香港籃球運動員，司職中鋒，現時效力香港甲一籃球聯賽球隊南華。

## 籃球生涯
留棟樑生於香港，17歲才首次接觸籃球。2010年為甲二球會日域奪得甲二聯賽冠軍。2010年，留棟樑學打籃球只是四年時間，便憑身高2米08的「天賦身材」，獲香港籃球代表隊徵召入伍。2011年，留棟樑從甲二小球會搖身獲得甲一著名球會南華垂青。2016年，留棟樑加盟甲一球隊南青。

## 外部連結
- 留棟樑在archive.fiba.com（archived）（英语）
- 留棟樑在Eurobasket.com（球員）（英语）
- 留棟樑在RealGM（英语）